# 塞尼卡福爾斯 (紐約州普查規定居民點)
塞尼卡福爾斯（英語：Seneca Falls）是位於美國紐約州塞尼卡縣的普查規定居民點。

## 人口
根據2020年美國人口普查的數據，塞尼卡福爾斯的面積為12.55平方千米，當中陸地面積為12.14平方千米，而水域面積為0.41平方千米。當地共有人口6809人，而人口密度為每平方千米542.55人。